# Polydrachma
Polydrachma is een geslacht van vlinders van de familie bladrollers (Tortricidae), uit de onderfamilie Tortricinae.

## Soorten
- P. aleatoria Meyrick, 1928
- P. virescens Diakonoff, 1975